# 藍浦駅
藍浦駅（ナンポえき）は大韓民国忠清南道保寧市にある韓国鉄道公社長項線の駅である。また、かつては藍浦線の起点駅でもあった。

## 沿革
- 1929年12月1日 - 普通駅として開業。
- 1950年11月10日 - 無配置簡易駅に格下げ。
- 1964年12月31日 - 普通駅に昇格。
- 1965年6月1日 - 藍浦線〜玉馬駅区間営業開始。
- 1977年5月16日 - 小荷物取り扱い停止。
- 1986年1月15日 - 無煙炭貨物取扱駅の指定。
- 2001年5月25日 - 電算乗車券発売開始。
- 2004年9月1日 - 貨物取扱停止。
- 2007年6月1日 - 旅客取り扱い停止。
- 2007年12月21日 - 無配置簡易駅に格下げ、線路改良と駅舎新築。
- 2009年12月28日 - 藍浦線廃止。

## 隣の駅
韓国鉄道公社
長項線 (全列車通過)
大川駅 - 藍浦駅 - 熊川駅
藍浦線（廃線）
藍浦駅 - 玉馬駅